# George Gregan
George Musarurwa Gregan AM (Lusaca, Zâmbia, 19 de abril de 1973) é um ex-jogador de origem zimbabweana e naturalizado australiano de rugby union que atuava na posição de scrum-half. É filho de mãe zimbabweana e pai australiano.
É considerado um jogador lendário  e monumental, visto também como um dos condutores ao título da Seleção Australiana de Rugby na Copa do Mundo de 1999, que fez da Austrália a primeira bicampeã mundial neste esporte. Na campanha, marcou um try no anfitrião País de Gales em Cardiff, pelas quartas-de-final, e outro grande desempenho na semifinal, contra a detentora do título, a África do Sul.
Ele, que já era o vice-capitão do elenco campeão, herdou o braçadeira de John Eales após este aposentar-se e quase foi bicampeão seguido. Os Wallabies, que eram a sede, chegaram à final da Copa do Mundo de Rugby de 2003. Liderados por Gregan, passaram nas semifinais pela rival e favorita Nova Zelândia. Contudo, a Inglaterra levou a melhor ao fim da prorrogação. No ano seguinte, tornou-se quem mais jogou por uma seleção no rugby union. Ao parar de jogar, havia atuado oficialmente 139 vezes pela Austrália, sendo superado em 2014 pelo irlandês Brian O'Driscoll.
Gregan detinha também o de quem mais venceu por uma, sendo superado pela 94ª de Richie McCaw com a Nova Zelândia em 2012. Ele é ainda quem mais jogou como capitão da Austrália, superando as 55 do antecessor Eales, e também o único australiano que jogou quatro Copas do Mundo. Com 20 partidas na competição, só está atrás do inglês Jason Leonard dentre os que mais jogaram nela.
O declínio da carreira veio ao fim de 2006, com Gregan passando a frequentar a reserva. Foi incluído na Copa do Mundo de Rugby de 2007, mas o posto de capitão passou para Stirling Mortlock. Seu último jogo pela Austrália foi ali mesmo. Ele parou de jogar em 2011, ao fim de uma temporada no Suntory Sungoliath, do Japão, sendo inclusive campeão local.